# Зильберг, Леонид Александрович
Леонид Александрович Зильберг (род. 23 октября 1962, Москва) — российский общественный и политический деятель, журналист. Сооснователь, главный редактор, а затем издатель интернет-СМИ «7х7 Горизонтальная Россия», президент фонда «Общее культурное достояние».

## Биография

### Ранний период и учёба
Леонид Зильберг родился 23 октября 1962 в Москве. Отец — Зильберг Александр Яковлевич (1921—1977), фронтовик, историк-германист. Двоюродный брат отца — советский оператор документального и научно-популярного кино Лев Зильберг. Мать — Зильберг (Вайнштейн) Циля Израйлевна (1925—2016), библиотекарь, патентовед, специалист по авторскому праву. Двоюродный брат матери — американский и советский физик-теоретик Аркадий Иосифович Вайнштейн. В 1954 году отца направили в Сыктывкар преподавать в республиканском педагогическом институте. Леонид Зильберг закончил сыктывкарскую школу №4 и экономический факультет Сыктывкарского государственного университета (1980—1985). C 1986 по 1988 год проходил службу в Советской Армии в Красноярском крае.

### Деятельность до 1991 года
После увольнения в запас в 1988 году Леонид Зильберг инициировал создание первой независимой общественной организации в Республике Коми — «Союза демократических инициатив». 28-30 января 1989 года как делегат от Коми принимал участие во Всесоюзной учредительной конференции общества «Мемориал».
Зильберг был одним из ближайших сподвижников известного учёного и диссидента Револьта Ивановича Пименова, организовывал его выдвижение в народные депутаты РСФСР и руководил избирательной кампанией. Позднее являлся доверенным лицом депутата Револьта Пименова, занимался изданием его книги по истории России в цикла «Россия без центральной власти».

### Деятельность с 1991 по 2010 годы
В 1993 году Леонид Зильберг баллотировался в Государственную Думу Российской Федерации по списку «Яблока». Через два года принимал участие в выборах по списку Республиканской партии России.
С 2000 года возглавлял еврейскую общину Республики Коми. В этом статусе занимался правозащитной деятельностью и принимал участие в различных мероприятиях.
В 2001—2002 годах был советником Главы Коми Юрия Спиридонова

### Журналистская и политическая деятельность после 2010 года
В 2010 году вместе с группой активистов и журналистов Леонид Зильберг создал независимое интернет-издание «7х7 Горизонтальная Россия». Был одним из авторов и инвесторов проекта. Позднее стал издателем и главным редактором издания 7х7. Одновременно в качестве автора сотрудничал с московским журналом «The New Times».
С 2011 года был членом федерального политического совета Республиканской партии России — Партии народной свободы (РПР—ПАРНАС).  В 2016 году баллотировался на должность председателя партии ПАРНАС.
Совместно с Павлом Андреевым организовал в Сыктывкаре независимое общественное пространство «Револьт-центр», названное в память о Револьте Пименове. В этом центре проходили разнообразные культурные мероприятия, выставки, проводились политические дискуссии, а также проходило изучение творческого наследия Пименова.

## Организатор акции в честь 100-летия со дня рождения Менахема Бегина
2013 году Леонид Зильберг инициировал и организовал приезд в Сыктывкар большой делегации журналистов и общественных деятелей из Израиля в связи со 100-летней годовщиной со дня рождения 6-го премьер-министра Израиля Менахема Бегина, который в молодости по сфабрикованному делу был репрессирован органами НКВД и отбывал срок в лагерях ГУЛАГа на территории Коми. В числе гостей Республику Коми посетила Хасия Мило, дочь Бегина .
По инициативе Зильберга Центром наследия Менахема Бегина в Иерусалиме совместно с одним из издательств Коми при поддержке республиканского руководства выпустил перевод книги «Белыми ночами». Этот автобиографический труд Менахема Бегина посвящён периоду его жизни, связанному со сталинскими репрессиями и пребыванию в советском концлагере. Кроме того, Зильберг инициировал установку памятного знака на берегу реки Печора в том месте, где происходила высадка на берег Менахема Бегина и других заключённых-строителей Печорского железнодорожного моста в 1940 году.

## Организатор Баркемпов в России
В 2012 году Зильберг совместно с правозащитниками из организации «Мемориала» и членами редакционного совета интернет-издания «7x7» Павлом Андреевым и Игорем Сажиным провёл в Сыктывкаре первый российский Баркемп (сеть открытых конференций). В этом мероприятии приняли участие более 200 человек: гражданские активисты, волонтёры, представители различных НКО, студенты и другие. С 2012 года Баркемп проходился в Сыктывкаре ежегодно. Число участников достигало 400 человек. Выступали такие известные политологи, как Кирилл Рогов и Александр Кынев, социолог Алексей Левинсон, экономисты Наталья Зубаревич и Александр Рубцов, журналисты Николай Сванидзе и Григорий Шведов.

## Президент фонда «Общее культурное достояние»
В 2013 году Зильберг основал фонд «Общее культурное достояние». Целью проекта было заявлено «сделать предмет астрономия полноценной частью обучения в школах и вернуть детям интерес к космосу». Фонд получил грант Всероссийской организации Общество «Знание» на создание музея и организацию школы астрономии и космонавтики. С апреля 2015 года в сыктывкарской школе №4 фонд организовал лекции по космонавтике, а затем в учебном расписании появился факультативный курс для учащихся восьмых классов «Основы астрономии и космонавтики». 23 сентября 2017 года в Ухте на базе МОУ «Гуманитарно-педагогический лицей» состоялось открытие класса-музея космонавтики. На 2022 год фонд открыл семь таких классов — в Сыктывкаре, Усинске, Ухте и Печоре.

## В массовой культуре
Леонид Зильберг является прототипом образа Ильи Метлера в научно-фантастическом романе Игоря Бобракова «Лестница Леонарда да Винчи», выпущенном в 2021 году издательством «Яуза».